# Saale-Elster-Aue bei Halle
Koordinaten: 51° 24′ 38″ N, 11° 59′ 51″ O
Die Saale-Elster-Aue bei Halle ist ein Naturschutzgebiet in der Stadt Halle (Saale) und in der Gemeinde Schkopau im Saalekreis in Sachsen-Anhalt.

## Allgemeines
Das Naturschutzgebiet mit dem Kennzeichen NSG 0173 ist rund 915 Hektar groß. Davon entfallen 315,91 Hektar auf die Stadt Halle. Das Gebiet ist Bestandteil des FFH-Gebietes „Elster-, Luppe-Aue zwischen Merseburg und Halle“ und des Vogelschutzgebietes „Saale-Elster-Aue südlich Halle“. Im Nordwesten grenzt es an das Naturschutzgebiet „Abtei und Saaleaue bei Planena“. Das Naturschutzgebiet ist zu einem großen Teil vom Landschaftsschutzgebiet „Saale“ umgeben. Das Gebiet steht seit 1998 unter Schutz (Datum der Verordnung: 11. Februar 1998). In dem Naturschutzgebiet sind die bisherigen, zum 1. Mai 1961 ausgewiesenen Naturschutzgebiete „Burgholz“ und „Collenbeyer Holz“ aufgegangen. 2003 wurde zusätzlich eine Horstschutzzone im Bereich des Döllnitzer Holzes eingerichtet. Zuständige untere Naturschutzbehörden sind die Stadt Halle (Saale) und der Saalekreis.

## Beschreibung
Das Naturschutzgebiet liegt südöstlich von Halle (Saale) und nordöstlich von Merseburg. Es stellt einen Bereich der Saale-Elster-Aue unter Schutz, das größtenteils der natürlichen Gewässerdynamik unterliegt und bei Hochwasser von Saale oder Weiße Elster überflutet wird oder zumindest qualmwasserbeeinflusst ist. Das Gebiet stellt so auch eine bedeutsame Retentionsfläche dar.
Das Gebiet wird von Grünlandbereichen dominiert. Die Offenlandbereiche werden z. B. von Brenndolden-Auenwiesen und feuchten Hochstaudenfluren eingenommen. Daneben sind Ackerflächen innerhalb des Naturschutzgebietes zu finden, die in Grünlandbereiche umgewandelt werden sollen. Auf den extensiv bewirtschafteten Mähwiesen siedeln u. a. Großer Wiesenknopf, Färberscharte, Kantiger Lauch und Sibirische Schwertlilie. Darüber hinaus sind zahlreiche weitere Pflanzen nachgewiesen. Naturnahe Hartholzauenwälder mit Eichen, Ulmen und Eschen, die früher in der Aue weit verbreitet waren, sind nur noch kleinflächig als Reste vorhanden, so im Burgholz im Norden, zwischen Döllnitz und Burgliebenau im Südosten und im Collenbeyer Holz im Süden des Schutzgebietes. Größere Flächen werden an der Weißen Elster noch von Weichholzauwäldern mit Silberweiden und Schwarzpappeln eingenommen. Südwestlich von Döllnitz sind auch große Schilfröhrichtflächen, u. a. mit Sumpfwolfsmilch, vorhanden.
Das Naturschutzgebiet ist Lebensraum einer artenreichen Avifauna. So sind hier z. B. Rot- und Schwarzmilan sowie Wespenbussard heimisch. Die verschiedenen Biotoptypen bieten verschiedenen Vogelarten einen geeigneten Lebensraum. Die Auwälder beherbergen Nachtigall, Schwarzspecht und Mittelspecht, in geringer Zahl auch Grauspecht, die Feuchtgebiete sind Lebensraum von Rohrweihe, Rohrdommel, Rohrammer sowie verschiedenen Rohrsängern und Rallenarten, darunter Kleines Sumpfhuhn und Tüpfelsumpfhuhn. Die Offenlandbereiche sind Lebensraum von Neuntöter, Kiebitz, Bekassine, Wachtelkönig, Schafstelze, Sperbergrasmücke und Braunkehlchen. Auch Weißstörche sind in der Gegend heimisch. Sie nutzen die Wiesenbereiche für die Nahrungssuche. Weiterhin ist das Naturschutzgebiet Lebensraum des Eisvogels. Im Collenbeyer Holz im Südwesten des Naturschutzgebietes befindet sich die größte Graureiherkolonie Sachsen-Anhalts. Der Seeadler brütet im Döllnitzer Holz.
Das Naturschutzgebiet hat auch eine Bedeutung als Rast- und Schlafplatz für eine große Anzahl gefährdeter Vogelarten wie Schwarzstorch und Kranich sowie verschiedener Möwen, Enten, darunter Spießente, Löffelente, Pfeifente, Knäkente, Schnatterente, Gänse wie Blässgans, Graugans und Waldsaatgans, Taucher und Limikolen, darunter Bruchwasser- und Kampfläufer.
Die alt- und totholzreichen Auwaldbereiche sowie die Schilfgebiete bieten auch einer artenreichen Insektenfauna mit Käfern, Libellen und Schmetterlingen Lebensraum. Die Gewässer im Naturschutzgebiet sind Lebensraum von Döbel, Bachschmerle, Kaulbarsch und Moderlieschen. Eine Besonderheit ist das Vorkommen zweier gefährdeter Blattfußkrebsarten. Gewässer und Feuchtwiesen sind auch Lebensraum von u. a. Kammmolch, Knoblauchkröte, Moorfrosch und Ringelnatter. Die Feuchtwiesen bieten auch der Zwergmaus einen geeigneten Lebensraum. Weiterhin sind Feldhase, Marderartige und verschiedene Fledermäuse im Naturschutzgebiet heimisch. Auch der Biber hat sich hier wieder angesiedelt.
Das Naturschutzgebiet wird im Nordwesten von der Bundesstraße 91 durchschnitten. Etwas östlich der Bundesstraße quert die Bahnstrecke Halle–Bebra das Naturschutzgebiet. Auch die Neubaustrecke Erfurt–Leipzig/Halle und deren Anschluss an die Bahnstrecke Halle–Bebra queren das Gebiet. Die Neubaustrecke selbst verläuft auf einer knapp 6,5 Kilometer langen Talbrücke und folgt dabei in etwa dem Verlauf einer bereits vorhandenen Freileitung.